# Etwas Unders
Etwas Unders (Етвас Ундерс) — український альтернативний гурт з міста Київ. Активно виступав на фестивалях у 2004–2007 роках. Склад гурту становили Дана Заюшкіна (вокал), Шишкін Олексій (бас-гітара), Тютюнник Євген (гітара), Абрамова Олена (a.k.a. Scady) (ударні) і Ларс (клавішні). Музика гурту є поєднанням жанрів ню-метал, пост-ґрандж й елементів емо.

## Історія гурту
Гурт, який в майбутньому почав називатись Etwas Unders, зібрався у травні-червні 2004 року. Першими його членами стали троє музикантів з діаметрально протилежних за стилем команд: гітарист Євген з гурту M.O.S.T. (альтернативний панк-рок), бас-гітарист Alice і барабанщик Amadeus з гурту Гетсиманський Сад (прогресивний метал).
Музика гурту замислювалася як поєднання ню-металу і пост-ґранджу. Вокал обов'язково мав бути жіночим. Оскільки з музикантами ситуація була визначеною, впродовж літа гурт активно шукав варту дівчину на роль вокалістки.
На початку вересня Alice привів до групи Таню, яка відповідала усім умовам: вміла співати, і головне — ґроулити, мала гарну зовнішність, бриту голову. Тоді ж відбулися деякі зміни в основному складі. Гурт покинув «потенційний» (тому що з ним відбулась тільки одна репетиція) барабанщик Amadeus. Після деяких міркувань про можливість урізноманітнити команду ще однією дівчиною до складу увійшла дуже оригінальна і екстравагантна барабанщиця Scady (на той час також була учасницею гурту Ы, що грав у стилі ню-скул-хардкор). Хоч вона і не мала великого досвіду спілкування з інструментом (вчилась приблизно півроку), але показала дуже стійкий потенціал і сильне бажання.
З новим складом гурт почав готувати свою програму. Вже 23 жовтня Etwas Unders (саме перед концертом була прийнята остаточна назва) мали нагоду виступити з такими відомими колективами, як SkinHate і Опозиція в київському клубі «Shullavka». Концерт пройшов непогано, але через малу кількість пісень (кавер на «Dry Kill Logic», майбутня «Смолокурова Ідея», майбутня «Отрута») виглядав незакінчено і непереконливо. Через деякий час розійшлись дороги гурту і вокалістки через деякі розбіжності поглядів на творчість і досить велику зайнятість Тані на роботі.
Почались нові пошуки дівчини, яка була би не гірша за попередню. Нею виявилась Олена Білоус, учасниця екс-гурту Scream, яка була помічена і позитивно оцінена на концерті її гурту, який на той час ще існував в будинку культури «КПІ». Лєна була дитиною музичною, співала змалку, тож вчилась у музичній школі, а потім у музичному училищі імені Глієра на класах скрипки і вокалу. Паралельно із цим освоїла фортепіано, баян і багато іншого. Однак класична освіта виявилася незручною платформою для донесення своїх думок світові, тому Лєна спочатку брала участь у колективі рідного міста — База R, пізніше, у столиці, був гурт Скрім, а потім приєдналась до Etwas Unders. У такому складі Etwas Unders оновлює вокальні партії на попередні пісні і починає готувати інші.
За два роки існування гурт давав концерти майже у всіх обласних центрах України. Одним з головних фестивальних досягнень є перша премія на фестивалі «Тарас Бульба», а також звання «Найкращий альтернативний гурт України 2006 року» за оцінкою фестивалю «The Global Battle Of The Bands».
Участь у проекті The Global Battle Of The Bands-2006 можна вважати найбільшою перемогою гурту — музиканти пройшли всі відбіркові тури і в грудні 2006 року мали змогу виступити на фіналі в лондонському клубі «Асторія».
|                  | Ми не виграли фестиваль, хоча були майже впевнені, що це можливо. Після приїзду додому і перечитування офіційних версій оцінок журі і їх коментарів, та і взагалі після обдумування, я зрозумів — ми виграти в принципі НЕ МОГЛИ. Чому? Поясню: ми акцентували на музичній частині, і забули (чи не знали, чи взагалі не вважали за потрібне) згадати про естрадні нюанси. Рухи, дії, поведінка, зв'язок з публікою тощо. (І це було неможливо для нас, для цього потрібний продюсер, якого у нас ніколи не було, + відмінне знання англійської мови + решта інших культурних і особистих моментів, які не мають всі групи зі слов'янських держав). А в цьому році, на відміну від минулого, на це були зроблені основні акценти. Чому в минулому виграв Kopek, а ТОЛ зайняли 4 місце? Тому що розігрались інші обставини, інші люди оцінювали, були інші вимоги. А ядро два рази в одне місце не попадає. І фестивалю потрібна стала, не музика, а команда, яка вміє виступати, а музику їм зроблять, хіба це не зрозуміло? Суть от в чому, потрібна не музика, а люди, які вміють її передати кльово, це і правильно і не правильно одночасно. |
| — Євген Тютюнник | |

Запис дебютного альбому оголосили і розпочали у середині 2006 року, паралельно знімаючи кліп, реліз планувався на жовтень. Однак його появу було перенесено на пізніше.
Після закінчення найактивнішого концертного періоду гурту колектив покинула вокалістка: Лєна вирішила концептуально змінити творчий напрямок і відмовитись від того негативу і агресії, яку частково гурт виражав у своїх піснях. (Пізніше, у 2009, вона реалізувала проект разом з гітаристом гурту ТОЛ). Після досить великої кількості кастингів Etwas Unders поповнився двома новими учасниками: Лорою — вокалісткою і Ларсом — клавішником і електронщиком. У зв'язку з переосмисленням своєї діяльності і введенням нового інструменту гурт узяв піврічну паузу. Влітку 2007 року з новими піснями гурт продовжив концертну діяльність, зокрема знову взяв участь у «Тарасі Бульбі». Однак ближче до зими того року діяльність гурту фактично припинилася.
Альбом було записано у вересні 2007 році на студії 100 % records і ще майже рік тривали останні роботи над ним. У нього ввійло більшість композицій, виконаних на концертах за весь час. Автором текстів більшості пісень є Олена Білоус, однак її вокал чути лише в бонус-треці «Взаємообмін». Решта пісень записані з новою вокалісткою Даною і клавішними партіями Вадима Шевченка. Решта музикантів під час запису була незмінна. Автор музики — Євген Тютюнник. Музиканти вирішили поширювати його через інтернет безкоштовно (із забороною на продаж), пояснюючи це тим, що гурт уже формально не існує, а ефективність продажу подібної музики в Україні невисока. Альбом з'явився в мережі 8 червня 2008 року.
Остання вокалістка гурту Дана Заюшкіна після розпаду Etwas Unders заснувала гурт Vivienne Mort. Альона Scady разом з Олександром Піпою грала в гурті Аттрактор, пізніше — у Robot's Don't Cry і Sister Siren.
Інтернет-сайти пропонують переклади текстів пісень гурту грецькою, івритом, іспанською, турецькою, угорською, французькою та ін. мовами.

## Учасники
У різний час:
- Олена Білоус (вокал)
- Дана Заюшкіна (вокал)
- Олексій Шишкін (бас-гітара)
- Євген Тютюнник (aka tearaway_Tea, Мостовський, Жан) (гітара)
- Олена Абрамова (aka Scady) (ударні)
- Вадим Шевченко (Ларс) (клавішні)

## Виступи
2004 рік
- 23.10 — виступ (клуб «Shullavka», Київ) з гуртами SkinHate та Опозиція[14]

2005 рік
- 20.02 — концерт («Шостий Елемент», Кременчук) з гуртом PINS[14]
- 27.02 — «Maniac Party II» (Київ), концерт з гуртами Пророки, Опозиціz, Bazooka Band та ін.[14]
- 27.03 — «Revival Party» (Київ), концерт з гуртами Пророки, Водолєчєбніца, Далеко та ін.[14][15]
- 01.04 — «Imbecile Genocide Day» («Zapping Dance Club», Київ), концерт з гуртом SWEET SIXTY NINE[14]
- 19.04 — «Cover Session» (Київ), концерт з Dea, Minerva, FireLine
- 05.05 — концерт (клуб «Лялька», Львів) з Верховною Зрадою, Лоботомією[14]
- 25.06 — концерт («Торба», Київ) з DeadKed'ами, Sanktum, 25-кадр та ін.
- 02.07 — «FrontFrau Day» (Київ), концерт з Ніагарою, Snob, Не от Мира
- 15.07 — фестиваль «Тарас Бульба» (Дубно)
- 31.07 — фестиваль «Спалах» (Київ) з Пробудження, Андерсон, Слід, Sanktum та ін.
- 27.08 — «Nu-Metal Party» (Кременчук) з Jim Jams, Evil Niggaz
- 09.09 — фестиваль «РОКрик — 4» («Лялька», Львів) з ASSA та Jim Jams
- 16.09 — концерт з АННА, DISCLAIMER, Васабі, Факультет (Київ)
- 18.09 — фестиваль «Рок-Юг» (Миколаїв)[16][17]
- 09.10 — «Ecstasy of Absurd Tour 2005» («Торба», Київ), концерт з гуртами VELD, Hyperion, Ідол
- 15.10 — всеукраїнський фестиваль молодіжного мистецтва «НІВРОКУ 2005» (Тернопіль), виступ з гуртами Борщ, Фактично Самі, НіагАра, Strigoii, Evil Niggaz[18][19]
- 13.11 — 10-й ювілейний рок-фестиваль «РОКОТЕКА» (Львів), виступ з гуртами Борщ, АННА, Хвора, Полинове Поле та ін.
- 19.11 — фестиваль «Рок-н-Ролл Тавричеський 2006» (Херсон). Відбірковий тур з гуртами: «Луковый погреб. ОК», Сухой Остров, Нимфомания
- 26.11 — дев'ята рок-сесія «Суми ROCK-FEST» (Суми). Виступ з гуртами Резонанс, Площадь Мопса та ін.[20]
- 04.12 — виступ (Українка) з гуртами Izverquill, Кислый Камень та ін.
- 11.12 — «METAL Music Action» («Торба», Київ), виступ з гуртами Полинове Поле, FireLake, Idol, S.V.D.

2006 рік
- 05.02 — виступ («Лялька», Львів) з гуртами S.O.F.T., Інкунабула[21]
- 18.02 — «ВИСАДКА» (Тернопіль). Виступ з гуртами Квадраджесіма, Sanktum, ANNA, Made.
- 12.03 — «Полумонокок» (Київ). Виступ з гуртами M.O.S.T., Блюденс, Димна Суміш.
- 09.04 — «ANTIPOP Chornobyl Party» (клуб «Ринг», Київ). Концерт з гуртами OTTOSIDERSPUNK & PDTA VJ team, MOLFAR
- 29.04 — «MetalCore Party» (Обухів). Концерт з гуртами Dark Side (Обухів), Libido (Українка).
- 06-07.05 — фестиваль «Рок Січ» (Київ). Концерт з гуртами АННА, Борщ, ВВ, Карна, Квадраджесіма, ТНМК, ТОЛ, Фактично самі та ін.
- 14.05 — день народження ROCK.lviv.ua (Львів). Концерт з гуртами Верховна Зрада (Львів), Васабі.
- 03.06 — «Полумонокок» (Київ). Концерт з гуртами Мои Ракеты Вверх (Москва), Н.Е.Т. (Донецьк), Robots Don't Cry, 17 Дюймов[14]
- 24.06 — фестиваль «Рок-н-Рол Тавричеський» (Херсон). Концерт з гуртами А.В.В.А, Т.О.К., ДНК, Сухой Остров та ін.
- 08.07 — «Moshpit Party» («Марчиба», Київ). Концерт з гуртами АННА, Chain, +/-.
- 14-16.07 — рок-фестиваль «Тарас Бульба» (Дубно). Концерт з гуртами Тенета, АННА, Гуаш та безліч ін.
- 01.09 — виступ (Івано-Франківськ) з гуртами Верховна зрада, Карна (Івано-Франківськ), X-ray (Київ), Wollongong[22]
- 03.09 — фестиваль «Пікейні Жилети» (Одеса). Концерт з гуртами АННА, ШИЗО, Без голови та ін.[23]
- 30.09 — «GBOB» (Київ). Концерт з гуртами Атмасфера, Сінглтон та безліч інших.
- 21.10 — «GBOB» (Мукачеве). Концерт з гуртами ТОЛ, АННА, Абздольц, Н.Е.Т. та безліч інших[14][24]
- 04.11 — виступ («Churchill's Pub», Харків) з гуртами Traffic (Харків), Dizfunction (Київ)[25]
- 19.11 — виступ (клуб «Бінго», Київ) з гуртами Психея (Москва), Карна (Київ).
- 12.12 — «GBOB» (Лондон). Виступ з гуртами Kopek, Hard Mojo, Большой Куш та безліч інших[26]

2007
- 15.07 — фестиваль «Тарас Бульба»[27]
- 28.07 — фестиваль «Володимир 2007» (Володимир-Волинський)
- 30.08 — концерт-презентація збірки «Слов'янський Рок», № 1 (клуб «Дакота», Київ), з Біла Вежа, Трансформер, Ренесанс, Моноліт та Ін Тим.[28]
- 29.09 — фестиваль «Руйнація IV» (Львів)[29]
- 30.09 — сольний концерт (Луцьк)
- 07.10 — благодійний гала-концерт в рамках марафону «Відкрий їм своє серце», присвяченому Дню захисту тварин («Бінго», Київ), з гуртами Quest Pistols, X-pozeru, MRK, Борщ, Димна Суміш[30]

## Альбом
- 2007 — Etwas Unders (100 % records)  [Архівовано 10 березня 2016 у Wayback Machine.],